# Bukovina (Mírová pod Kozákovem)
Bukovina je vesnice, část obce Mírová pod Kozákovem v okrese Semily. Nachází se asi jeden kilometr západně od Mírové pod Kozákovem.
Bukovina leží v katastrálním území Bělá u Turnova o výměře 6,38 km².

## Historie
První písemná zmínka o vesnici pochází z roku 1323.

## Pamětihodnosti
- Krucifix

## Galerie

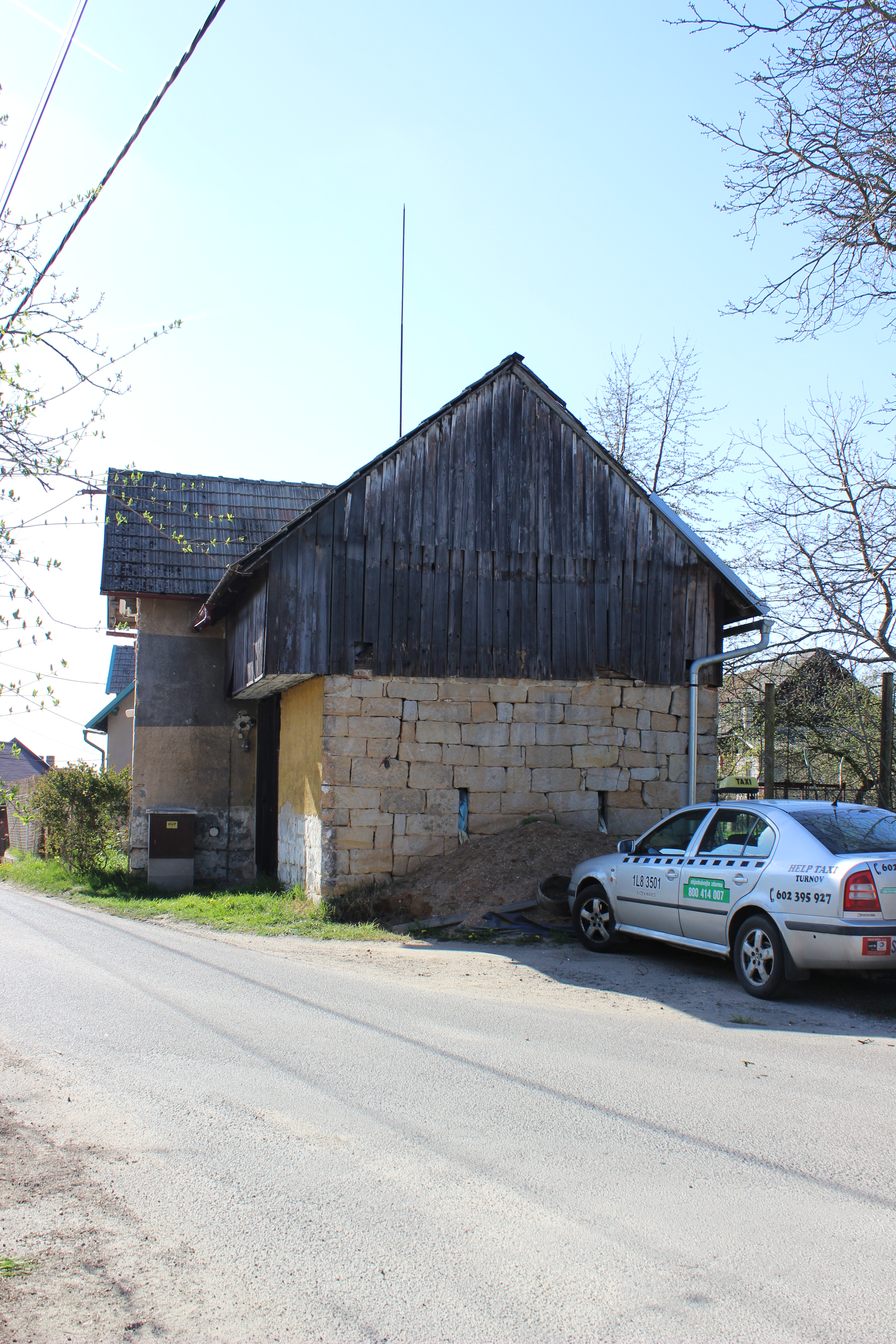
Dům číslo 8
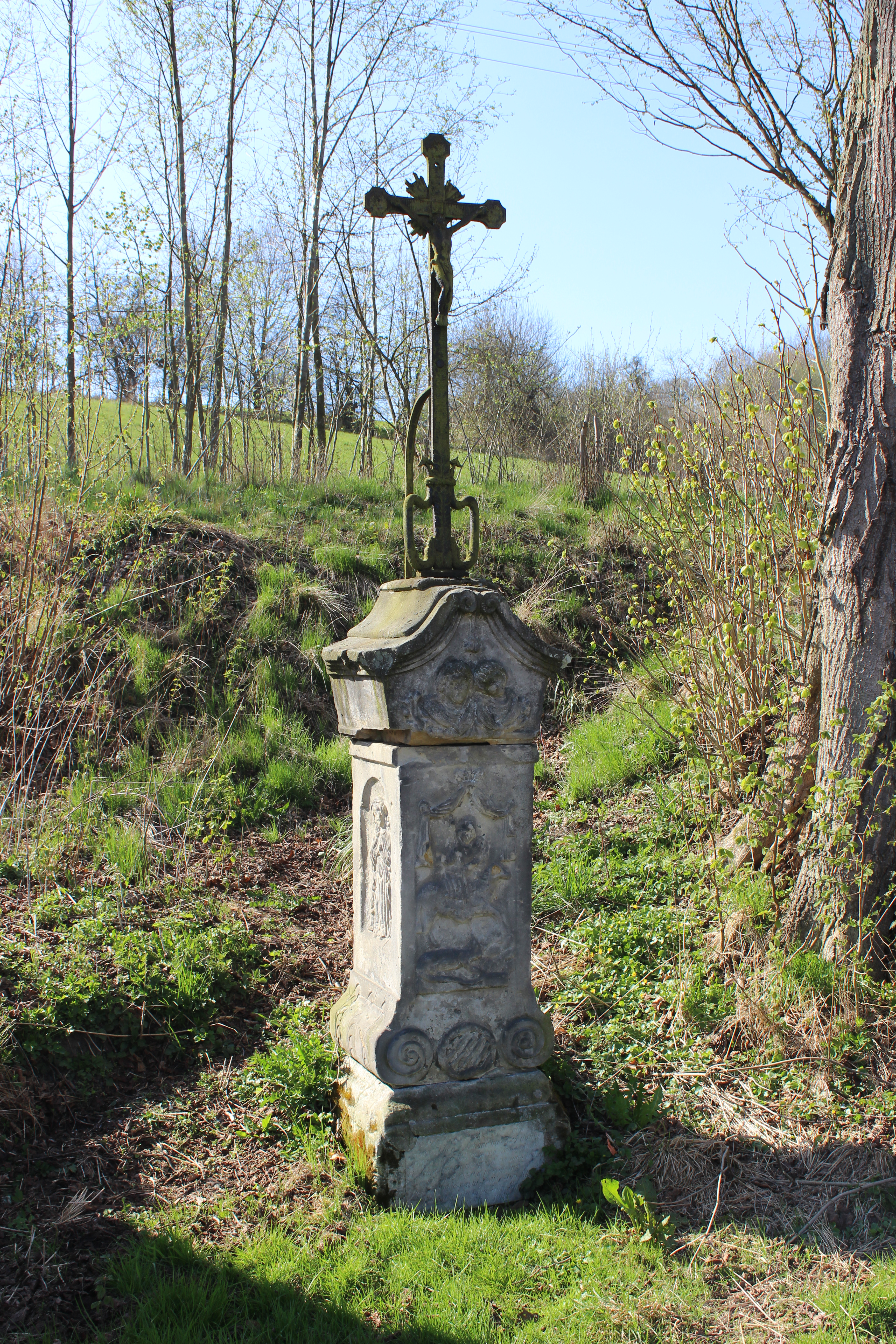
Křížek
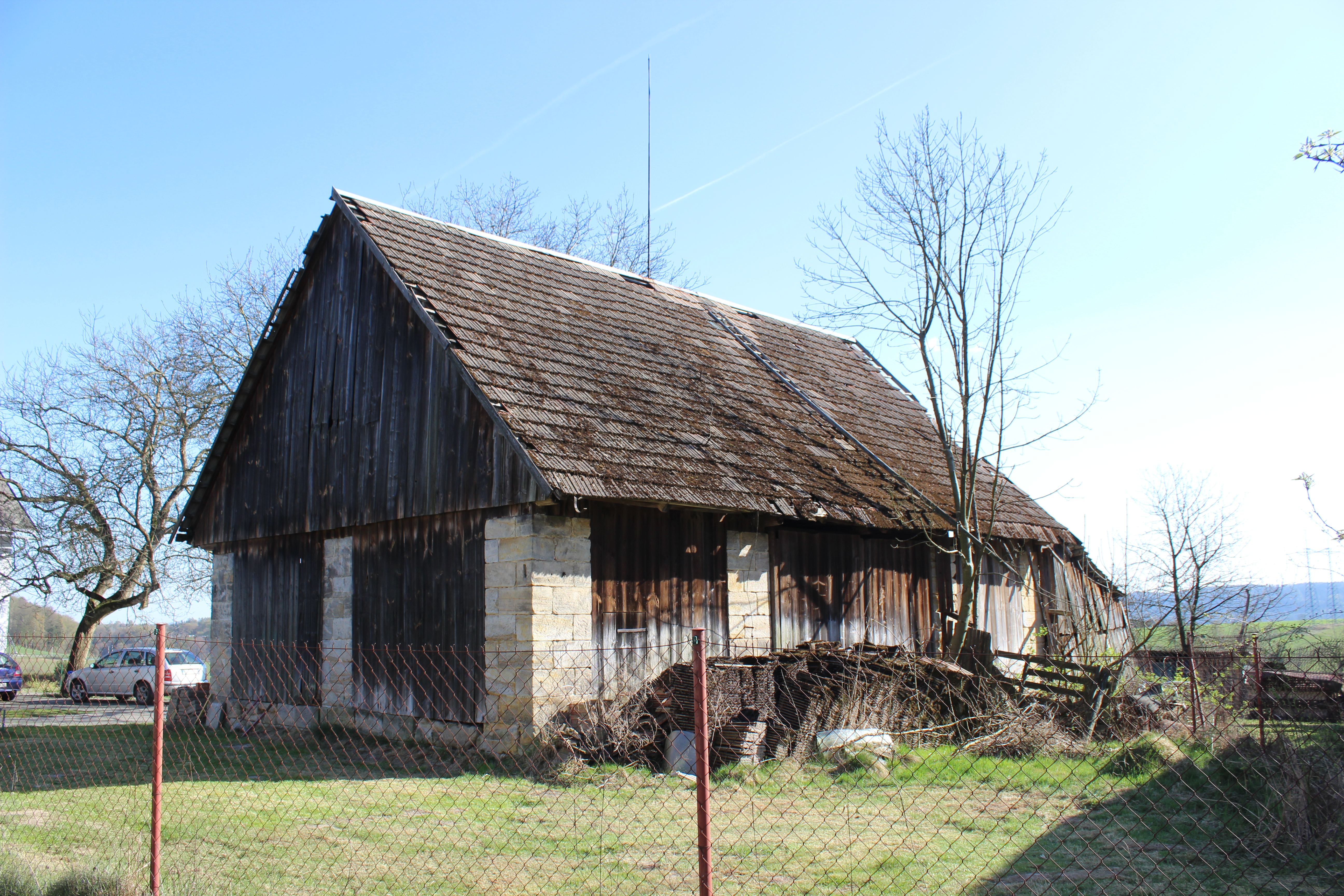
Stodola
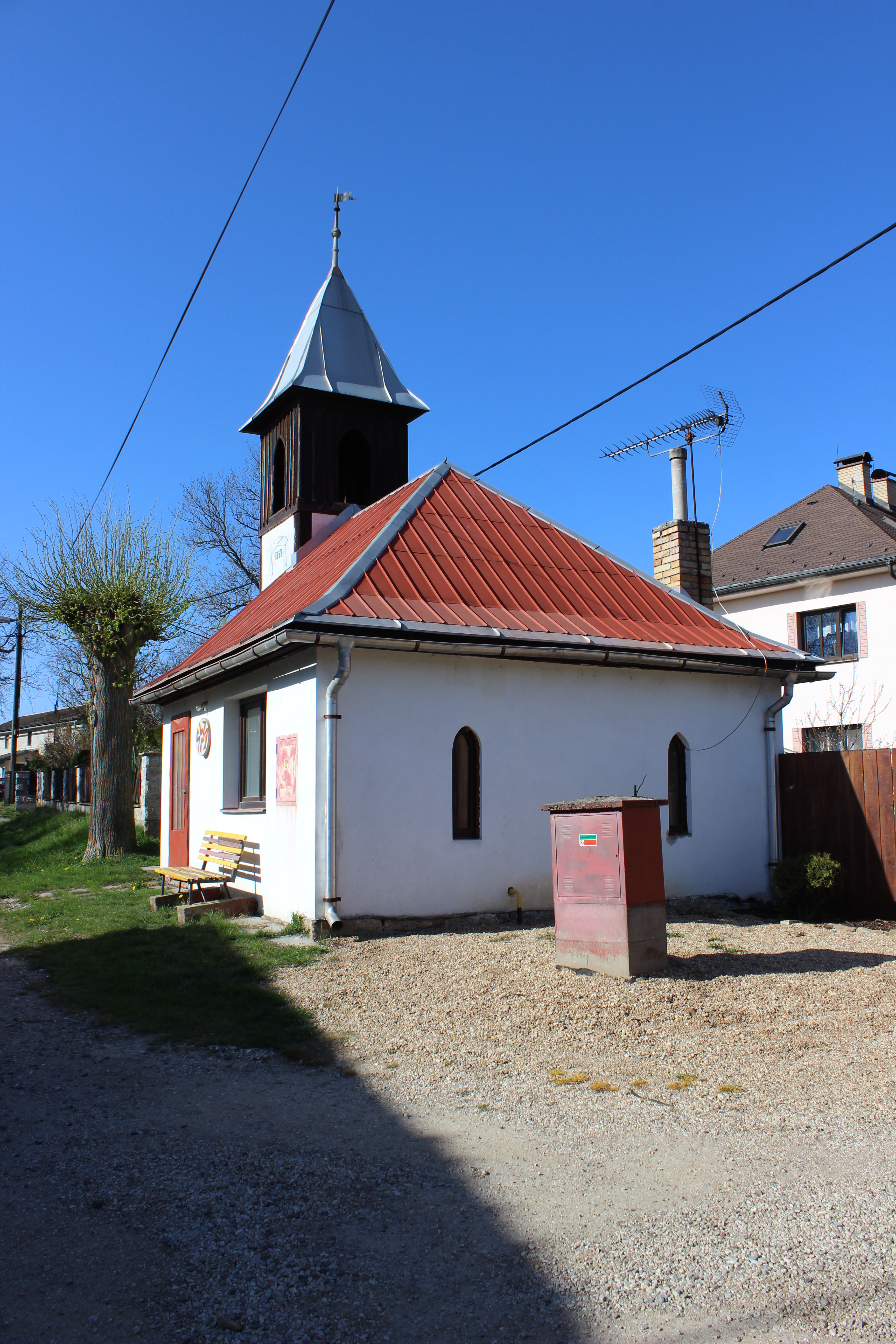
Kaplička
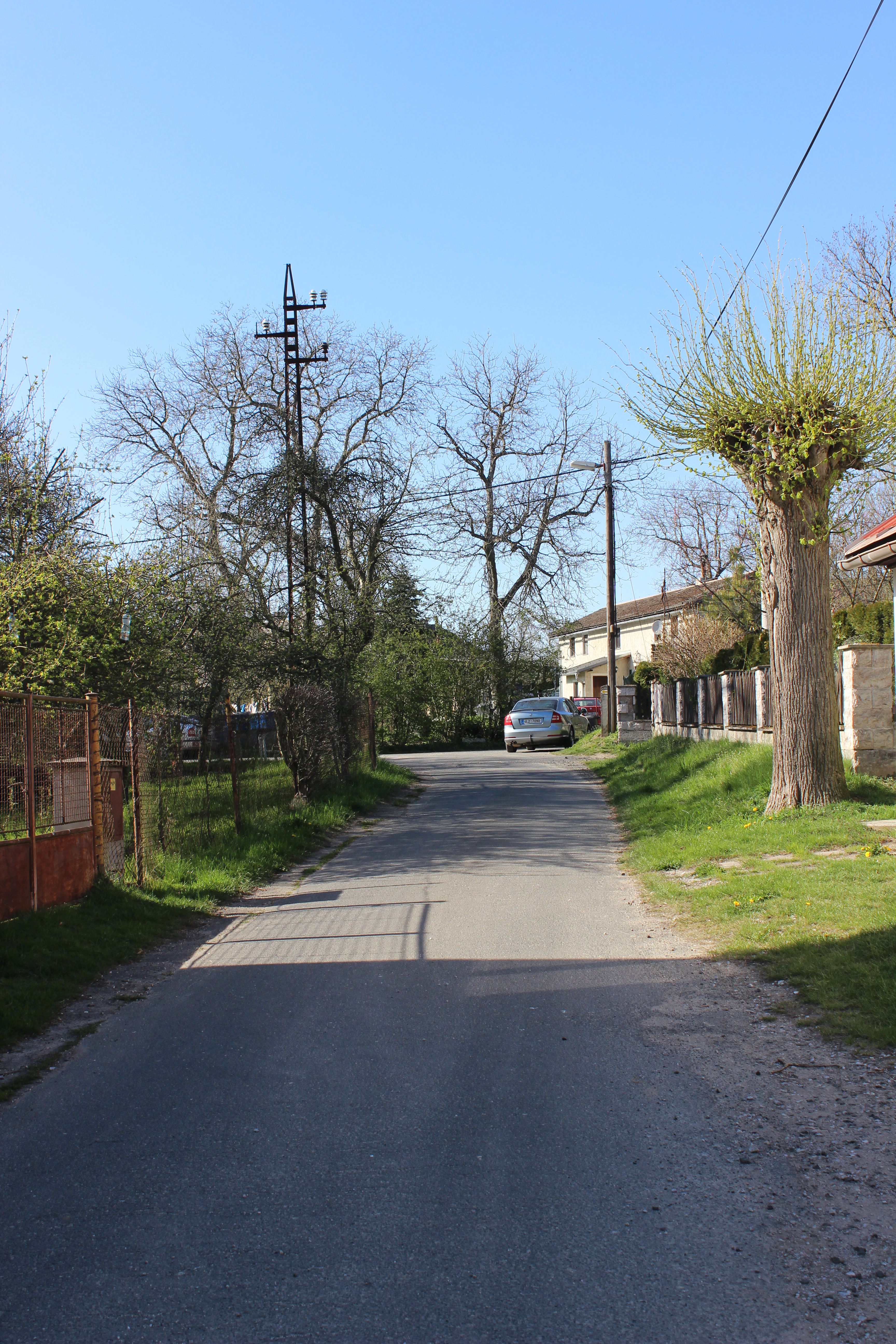
Místní komunikace